# Chiricahua National Monument Historic Designed Landscape
Le Chiricahua National Monument Historic Designed Landscape est un district historique du comté de Cochise, dans l'Arizona, aux États-Unis. Protégé au sein du Chiricahua National Monument, il est inscrit au Registre national des lieux historiques depuis le 21 novembre 2008. Il comprend des édifices dans le style rustique du National Park Service.